# Haplochromis simpsoni
Haplochromis simpsoni là một loài cá thuộc họ Cichlidae. Nó là loài đặc hữu của Uganda.